# Alsazia
L'Alsazia (in francese Alsace, IPA: [al.zas] ; in alsaziano: ’s Elsass, [ˈɛlsɑs]; in tedesco Elsass, vetusto anche Elsaß, [ˈɛlzas] ), formalmente Collettività europea d'Alsazia (in francese Collectivité européenne d'Alsace), è una regione storico-culturale e collettività territoriale a statuto speciale della Francia.
L'attuale collettività territoriale è nata il 1º gennaio 2021 dalla fusione dei due dipartimenti dell'Alto e del Basso Reno. Essa copre il territorio dell'ex regione di Alsazia, che è esistita come regione autonoma dal 2 marzo 1982 al 1º gennaio 2016, quando è confluita nella regione Grand Est.
L'Alsazia è situata sul confine orientale francese, sulla sponda occidentale del Reno a ridosso di Germania e Svizzera. Lo status politico dell'Alsazia è stato pesantemente influenzato da vicende e decisioni storiche, non per ultimi conflitti bellici. La capitale economica nonché maggiore centro dell'Alsazia è la città di Strasburgo, sede di numerose organizzazioni internazionali.
La collettività è composta da due dipartimenti, che tuttavia al contrario degli altri dipartimenti francesi non costituiscono una collettività territoriale, ma solo una circoscrizione statale: il Basso Reno (67, Bas-Rhin, Unterelsass) a nord e l'Alto Reno (68, Haut-Rhin, Oberelsass) a sud. Sono inclusi nella regione 9 arrondissement, 40 cantoni e 880 comuni.

## Geografia fisica

### Topografia
La sua superficie è di 8280 km². La città principale e capoluogo dell'Alsazia è Strasburgo (Strasbourg in francese, "Strossburi" in dialetto alsaziano, Straßburg in tedesco), che è anche il centro urbano più grande, nonché capoluogo del dipartimento del Basso Reno (o Bassa Alsazia o Nord-Alsazia). Seguono, per grandezza, Mulhouse ("Milhusa" in alsaziano, Mülhausen in tedesco), e Colmar, quest'ultima capoluogo del dipartimento dell'Alto Reno (o Alta Alsazia o Sud-Alsazia, Sud-Alsace o Südelsass in tedesco, Owerèlsass in alsaziano).
Il territorio della regione confina con la Germania a nord (Renania-Palatinato) e a est (Baden-Württemberg), con la Svizzera a sud (cantoni Basilea Città, Basilea Campagna, Soletta e Giura) e con le regioni Franca Contea a sud-ovest e Lorena a ovest. Storicamente faceva parte dell'Alsazia anche il territorio di Belfort (ora parte della Franca Contea), parte dell'Alto Reno rimasta francese dopo l'annessione dell'Alsazia all'impero germanico nel 1871.
La morfologia della regione presenta:
- a est la pianura dell'Alsazia, percorsa dal fiume Reno e caratterizzata da un'agricoltura cerealicola.
- a ovest i Vosgi, tagliati dalle valli degli affluenti del fiume Ill. In questa zona si erge il Grand Ballon che, con i suoi 1424 m, segna l'altitudine massima della regione. L'economia della zona si caratterizza per i pascoli d'altura.
- le colline meridionali, con i filari di vitigni alsaziani, uniscono le due zone.

### Geologia

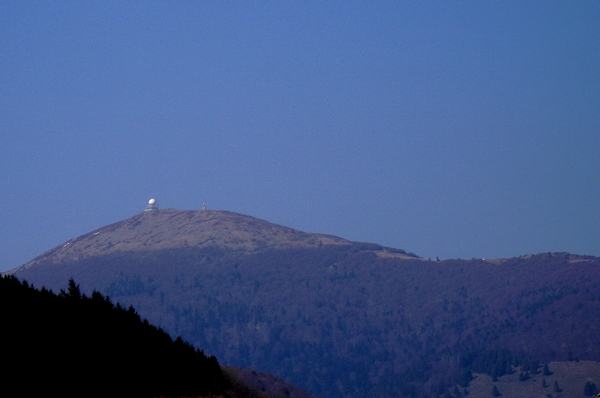
Il Grand Ballon, versante sud, visto dalla valle del Thur

L'Alsazia è parte della pianura del Reno posta a ovest del fiume, sulla sua sponda sinistra. Le due zone adiacenti alle sponde del Reno formano un rift o graben formatosi nell'Oligocene, con gli annessi horst: i Vosgi dalla parte francese e la Foresta Nera da quella tedesca.
Il massiccio del Giura, formato dall'innalzamento e la spinta delle catene alpine, è del Mesozoico e include formazioni del Triassico: si estende fino all'area di Belfort.

## Origini del nome
Il nome "Alsazia" è riconducibile al termine della lingua alto-tedesca antica Ali-saz o Elisaz, che significa "dominio straniero". Una spiegazione alternativa può essere ricondotta alle lingue germaniche e al termine Ell-sass, che significa "situata sull'Ill", un fiume alsaziano. La regione, parte storicamente della Lorena, costituiva un'area del Sacro Romano Impero e fu gradualmente annessa alla Francia nel XVII secolo, divenendo poi formalmente una delle province della Francia. La calvinista Repubblica di Mulhouse, conosciuta come Stadtrepublik Mülhausen, divenne parte dell'Alsazia dopo un plebiscito dei propri cittadini tenutosi il 4 gennaio 1798. L'Alsazia è comunemente menzionata insieme con la vicina Lorena, a volte come parte della stessa avendo avuto una storia politica spesso condivisa, anche con il precedente Ducato di Lorena di cui faceva parte. Del resto anche quando era parte dell'Impero Tedesco, erano unite in un'unica provincia, (Alsazia-Lorena Reichsland Elsaß-Lothringen, dal 1871 al 1918) anche se furono reclamate dalla Francia fino alla loro riconquista avvenuta alla fine della prima guerra mondiale. In circa 75 anni Germania e Francia si contesero e tolsero a vicenda il dominio delle due regioni per ben quattro volte.

## Storia

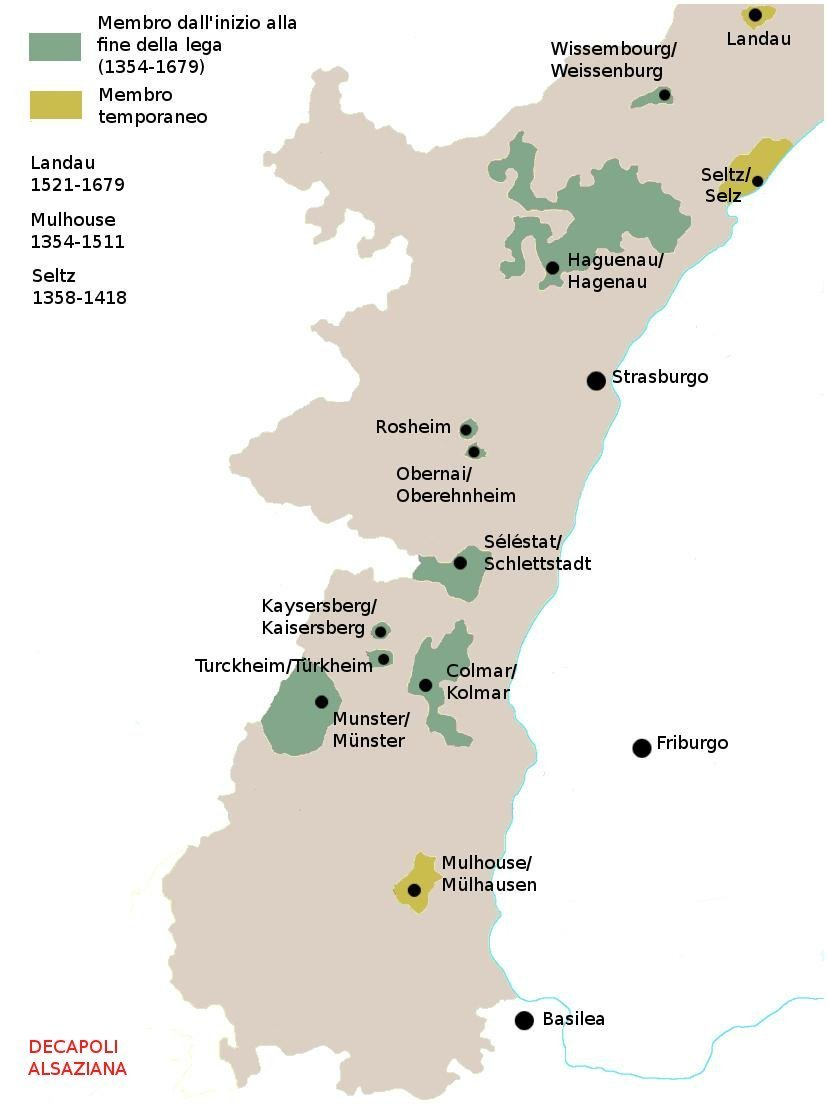
Una mappa illustrante la Decapoli alsaziana (1354-1679)

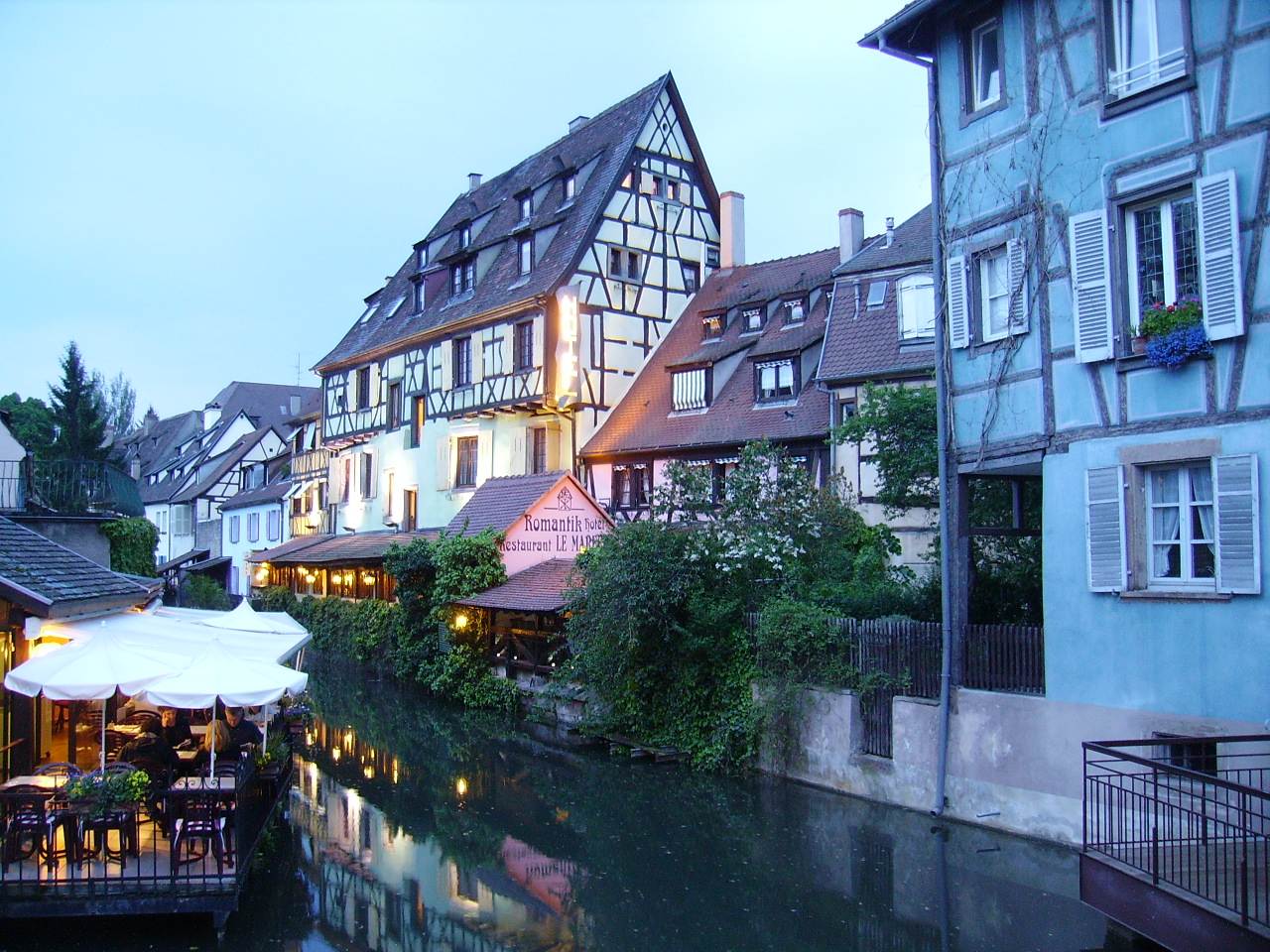
Colmar, vista serale del quartiere della piccola Venezia (petite Venise)

Con la conquista della Gallia da parte di Cesare tra il 58 e il 52 a.C., anche l'Alsazia entrò a far parte del dominio romano, con il quale rimase fino alla fine dell'Impero romano d'Occidente, intorno alla metà del V secolo. Durante questi circa 500 anni, il Reno fu il confine imperiale romano all'inizio e di nuovo dal III secolo in poi. Inizialmente, i territori conquistati erano sotto amministrazione militare. Nell'89 o nel 90 fu fondata la provincia della Germania superiore, di cui faceva parte anche l'odierna Alsazia. Si sviluppò una popolazione gallo-romana che assimilò anche i primi gruppi germanici a partire dal I secolo, come i Vandali, gli Alani, così come gli Alamanni, che si insediarono stabilmente a partire dal 350 circa. Questi ultimi svilupparono una sorta di autonomia pre-statale (e pre-franca) solo nell'attuale Sundgau.
Fu conquistata dai Franchi di Clodoveo alla fine del V secolo, cristianizzata dall'abate san Colombano di Luxeuil e i suoi monaci, entrò a fare parte del regno di Austrasia nel VI secolo. Sotto i Carolingi fu costituita in contea e con il Trattato di Verdun (843) fu assegnata a Lotario. Alla morte di Lotario II passò alla Germania e fu incorporata al ducato di Svevia. Fu quindi divisa nei due langraviati dell'Alta Alsazia e della Bassa Alsazia (Sundgau) che restarono sotto gli Asburgo fino al 1648. A differenza delle regioni confinanti, l'Alsazia non ha mai conosciuto un periodo di unità e autonomia. Per molti secoli fu suddivisa in piccole zone politiche e in passato fu perlopiù sottomessa al Sacro Romano Impero. In realtà l'Alsazia, durante tutto il Medioevo, fu costituita da un mosaico di signorie, di fatto autonome, accanto alle quali le principali città, sottrattesi alle autorità feudali, costituirono una lega, la Decapoli alsaziana (1354), sotto la protezione dell'imperatore ma di fatto indipendente. Poco dopo anche Strasburgo si emancipò dalla signoria vescovile.
Durante la guerra dei trent'anni l'Alsazia, che era stato un fertile territorio per la diffusione della Riforma protestante, subì l'influsso francese. Con la Pace di Westfalia, nel 1648, vennero ceduti alla Francia sia i langraviati dell'Alta e della Bassa Alsazia sia la prefettura della Decapoli. Tuttavia la difficile interpretazione degli articoli di pace creò una situazione di contrasto giuridico tra il re di Francia e i sovrani tedeschi, che avevano feudi imperiali in Alsazia e ritenevano che la Francia avesse un vago legame di protettorato, mentre essi continuavano a esercitare i pieni diritti feudali autonomi. Al contrario i giuristi francesi riconoscevano al re di Francia una vera sovranità sulla regione, ritenendo i signori feudali tedeschi vassalli sottoposti alla sua autorità con riserva di mutare unilateralmente le facoltà di esercizio dei diritti feudali. Tale situazione perdurò fino al 1792, quando, con l'abolizione dei feudi in Francia, seguì il sequestro e lo spossessamento delle ultime reliquie dell'impero nella regione.
Fino a tale data numerosi nobili tedeschi, proprietari di ex feudi imperiali ceduti al regno di Francia, continuarono a esercitare le proprie prerogative quasi sovrane. Le famiglie feudatarie tedesche in tale posizione giuridica furono:
- baroni von Fleckenstein (estinti nel 1720) per la signoria di Sultz poi passata all'Elettore del Palatinato
- cavalieri Albertini von Ichtratzheim per Hochfelden
- cavalieri von Andlau
- principesse-badesse di Andlau
- principesse-badesse di Altdorf
- cavalieri Böckling von Böcklingsau
- principi-vescovi di Basilea-Porrentruy
- margravi del Baden-Baden fino al 1771 e del Baden-Durlach
- langravi d'Assia-Kassel eredi della contea di Hanau-Münzenberg (1736)
- langravi d'Assia-Darmstadt, eredi della contea di Hanau-Lichtenberg (Bouxwiller, 1736)
- cavalieri von Dietrich per le signorie di Reichshoffen (Haguenau), Rausenberg, Niederbronn, Reichsolen
- conti von Degenfeld-Schomburg per Moorsbronn
- cavalieri von Dürkheim
- Ordine teutonico per le proprietà della commenda dell'Alsazia e Borgogna fino al 1790
- baroni von Esenbeck per Drachenbronn (Lembach)
- cavalieri von Gail
- cavalieri Gailing von Altheim per Mannweiler (Lembach)
- baroni Eckbrecht von Dürkheim per Busenberg, Windstein, Langensulzbach
- cavalieri von Ulm zu Erbach per Mittelsbiberbach
- duchi del Württemberg per le signorie di Horbourg, Sundhoffen, Grussenheim, Riquewihr, Ostheim
- duchi del Palatinato Zweibrücken per le signorie di Seltz, Hagenbach, Guttenberg
- baroni von Gemmingen zu Hornberg per Michelsberg
- baroni von Helmstatt per Oberöwisheim e Hochhausen
- principi von Hohenlohe-Bartenstein a Oberbronn
- conti von Leiningen-Dagsburg nelle linee di Hartenburg e di Heidesheim (estinta nel 1766)
- principi von Löwenstein-Wertheim-Rochfort per Puttelange e Chassepierre
- principi-vescovi di Spira per la prevostura di Weissembourg
- principi di Nassau-Saarbrücken per Saarwerden
- principi di Nassau-Weilburg per Neu Saarwerden e la contea di Creange (Crichingen)
- signori de Reissenbach per Niedersbach
- rheingravi di Salm-Grumbach
- principi di Salm-Kyrburg
- principi di Salm-Salm
- baroni von Sickingen per la signoria di Landstuhl
- conti Schenk von Waldenburg
- principi-vescovi di Strasburgo per Saverne
- principi-abati dell'abbazia di Murbach e dell'abbazia di Lure (a Lure, in Alta Saona) fino al 1791
- principesse-badesse di Remiremont
- arciduchi d'Austria per il margraviato lorenese di Nomeny fino al 1766
- conti Ingelheim Echter von Mespelbrunn
- cavalieri von Mundolsheim von Bechtolsheim
- conti von Goltstein
- baroni von Greiffencklau
- conti von Guttenberg zu Kirchlautern
- baroni von Hacke
- cavalieri von Hundheim
- conti von Löwenhaupt per Rausenberg
- cavalieri Mertz von Quirnheim per Bosweiler
- baroni von Oberndorff
- baroni von Reinbelt
- principi di Rohan-Soubise per la signoria di Mattsfall
- baroni Schenk von Schmidtburg
- cavalieri von Siersberg a Rehlingen
- baroni von Stein zu Kellenfels
- cavalieri Vopelius von Blumencron per Wattenheim
- elettori del Palatinato renano per la signoria di Reichshoffen
- baroni von Wrede per Drachenbronn
- baroni von Riaucourt
- principi von Solms-Braunfels per la contea di Creange fino al 1765
- conti von Runkel-Wied per la contea di Creange
- principi von Schwarzenberg
- conti Sinclair per Niederbronn
- conti de Ligneville

Luigi XIV rese definitiva l'unione di tutta l'Alsazia, compresa Strasburgo (1681), alla Francia, cui rimase fino al 1870, quando fu annessa assieme alla Lorena alla Germania (Trattato di Francoforte, 1871), in seguito alla guerra franco-prussiana. Nel 1919 fu restituita alla Francia con il Trattato di Versailles. Ripresa con atto di forza dalla Germania nel 1940, venne nuovamente ceduta alla Francia al termine della guerra, facendo del francese la lingua più parlata nella regione, con il progressivo declino del tedesco e alsaziano.

## Società

### Lingue e dialetti
La lingua storica dell'Alsazia è il dialetto alsaziano, un gruppo di dialetti del gruppo tedesco alemanno.
L'alsaziano ricorda le parlate delle vicine zone della Svizzera tedesca e del Baden, in Germania, ma si discosta da essi per via di varie caratteristiche, come la rarità del tedesco quale lingua standard in Alsazia e una significativa influenza francese.
Il dialetto alsaziano è oggi in declino; se infatti una grossa parte della popolazione adulta (43%) dichiara di parlare alsaziano, esso è però generalmente poco parlato dai giovani. Per esempio la stima dei parlanti scende fino al 3% nella fascia tra i 3 e i 17 anni.
Sebbene a livello ufficiale non ci sia alcuna tutela della lingua tedesca, la questione linguistica va avanti da tempo ed è in uso la prassi di condurre le campagne elettorali sia in lingua francese che in tedesco. Nel trattato franco-tedesco del 2019, il bilinguismo della regione è stato inserito come obiettivo politico.